# Jan Philipp Albrecht
Jan Philipp Albrecht (Braunschweig, 20 december 1982) is een Duits politicus namens Bündnis 90/Die Grünen. Hij bezit ook de Franse nationaliteit.
Albrecht studeerde (met een studiebeurs van de Heinrich-Böll-Stiftung) rechten in Bremen, Brussel en Berlijn, en werkte voor het Walter-Hallstein Institut te Berlijn. Nadien specialiseerde hij zich nog in het informatie- en communicatierecht aan de universiteiten van Hannover en Oslo. Hij was van 2006 tot 2008 woordvoerder van de Grüne Jugend in Duitsland. Hij is voorts gespecialiseerd in burgerrechten, gegevensbescherming en democratie.
In 2009 werd Albrecht voor de Bündnis 90/Die Grünen gekozen in het Europees Parlement, waar hij lid was van de fractie De Groenen/Vrije Europese Alliantie. Hij was lid van de Commissie burgerlijke vrijheden, justitie en binnenlandse zaken (de LIBE-commissie), plaatsvervangend lid van de juridische commissie en lid van de EP-delegatie naar Israël.
Albrecht ijverde voor een versterking van de burgerrechten in het digitale tijdperk. Hij is gespecialiseerd in privacyzaken en bescherming van persoonsgegevens. Hij was tevens rapporteur van het Europees Parlement voor de nieuwe databeschermingsrichtlijn (de opvolger van Richtlijn 95/46/EG) en voor het EU-US data protection framework. Albrecht was ook betrokken bij de controverse rond de gegevensuitwisseling met de VS in het kader van SWIFT.
Albrecht was in het algemeen gekant tegen het verlagen van de juridische drempels voor het gebruiken van persoonsgegevens op het gebied van veiligheid, of bij juridische vervolging. 
In januari 2013 stelde hij voor een nieuw agentschap op te richten dat gebruikers meer macht zou geven over hun online informatie. Op die manier zou de bestaande adviesraad (Article 29 Working Party) vervangen worden door een volwaardig toezichthoudend orgaan dat beslissingen kan nemen voor de lidstaten en boetes zou kunnen opleggen tot 2 percent van de omzet van een onderneming. In oktober 2013 werd Albrechts voorstel van Databeschermingsrichtlijn aangenomen door de LIBE-commissie van het Parlement, met een ruime meerderheid van alle politieke groepen. Sedertdien stond hij wereldwijd bekend voor zijn betrokkenheid op de terreinen van privacy en gegevensbescherming.
Sedert de onthullingen van Edward Snowden drong Albrecht bij regeringen en parlementen erop aan op maatregelen te nemen ter bescherming tegen burgerobservatie. Op zijn verzoek stelde het Europees Parlement medio 2013 een onderzoek in naar de spionageprogramma's PRISM en Tempora. In december 2013 organiseerde Albrecht via de advocaten van Snowden een videosessie waarin Snowden antwoordde op eerder gestelde vragen van Europarlementsleden.
Op 2 juli 2018 verliet Albrecht het Europees Parlement vanwege zijn benoeming tot minister in de regering van de deelstaat Sleeswijk-Holstein, tot 2 juni 2022. Daarna zetelde hij in de bestuursraad van de Heinrich-Böll-Stiftung.